# Una mamma senza freni
Una mamma senza freni (Campamento con mamá) è un film del 2024 diretto da Martino Zaidelis.

## Trama
Nel tentativo di salvare la gita in campeggio del figlio Rami sua madre Patri lo aiuterà offrendosi di guidare il pullman cercando di dimostrare di essere una madre forte.

## Distribuzione
Il film è stato distribuito sulla piattaforma Netflix dal 6 dicembre 2024.